# Tren tranvía de la Bahía de Cádiz
El Tranvía Metropolitano de la Bahía de Cádiz —operado bajo la marca Trambahía— es un sistema ferroviario mixto de tipo tren-tranvía que da servicio a la ciudad española de Cádiz y al área metropolitana de su bahía. Este sistema, que fue inaugurado el 26 de octubre de 2022, es propiedad de la Junta de Andalucía a través de la Agencia de Obra Pública. Su operación y explotación corre a cargo del operador público Renfe.
Consta de una única línea en la que conviven dos tipos de infraestructura: En los tramos urbanos discurre por una plataforma tranviaria propia, mientras que en los tramos interurbanos circula por las vías de la Red Ferroviaria de Interés General (RFIG) de Adif junto a los trenes de Cercanías Cádiz. Se trata del cuarto sistema de ferrocarril metropolitano de Andalucía tras los metros de Sevilla, Málaga y Granada. También es el cuarto sistema por número de pasajeros, transportando a más de 2 millones de viajeros en 2024.
Con 24 kilómetros de longitud y 21 estaciones, constituye un tipo de transporte singular en España, ya que es el único sistema de ferrocarril mixto con capacidad para circular como tranvía y tren suburbano de Cercanías. Consta de siete unidades serie 801 fabricadas a medida para esta infraestructura por CAF, con capacidad para 227 viajeros cada una. Sirve a una población media de 234 000 habitantes, repartidos entre los municipios de Cádiz, San Fernando, Puerto Real y Chiclana de la Frontera.

## Historia

### Proyecto
El proyecto del Tranvía Metropolitano se gestó en el año 2003, cuando la Junta de Andalucía comunicó la intención de construir una nueva línea de tranvía que conectara las poblaciones del área metropolitana de la Bahía de Cádiz. El 20 de abril del 2004, durante su discurso de investidura, Manuel Chaves anunció el inicio de los trabajos previos para su puesta en marcha.
La materialización del proyecto se enmarca en un contexto de expansión del ferrocarril urbano en el sur de España. Junto al metro de Granada se desarrollaron sistemas de características similares en otras provincias: el metro de Sevilla, el metro de Málaga, el metro de Granada y el tranvía de Jaén.
Ese mismo año se publica el nuevo Plan de Ordenación del Territorio de la Bahía de Cádiz, que contempla la construcción de la nueva plataforma ferroviaria entre Cádiz y San Fernando. Durante los dos años siguientes, se licitaron, redactaron y adjudicaron los proyectos constructivos de todos los tramos hasta Río Arillo. En aquel entonces, el presupuesto total de construcción de la infraestructura se estimaba en 225 millones de euros y su finalización para el año 2010. Sin embargo, una serie de incidentes y problemas de diversa índole provocaron la paralización de las obras en diversas ocasiones y el aumento del coste, lo cual retrasó notablemente su inauguración con respecto a las previsiones iniciales.

### Construcción
El 1 de junio de 2006 comenzaron las obras en el nudo de Ardila, consistente en crear la estructura de conexión a distinto nivel entre la plataforma tranviaria y la línea ferroviaria Sevilla-Cádiz, salvando las vías ya existentes de Adif y el tramo de la autovía CA-33 en la salida de San Fernando hacia Cádiz. Los trabajos de esta unión concluyeron en 2009.
Paralelamente se licitó el tramo urbano de las obras en San Fernando, cuyos trabajos comenzaron en 2007 una vez firmado el convenio de colaboración con el ayuntamiento. Paralelamente, el consistorio isleño aprobó la peatonalización y reurbanización una de las principales arterias de la ciudad, la Calle Real, para acondicionar su uso al paso del tranvía. Estas obras tendrían un plazo de ejecución de 18 meses y estaban presupuestadas en 53 millones de euros. Estas obras, en el tramo urbano de La Isla, comenzaron en septiembre de 2018. Estos trabajos también supusieron la intervención de todas las plazas colindantes a la avenida principal: la plaza de la Iglesia, la alameda Moreno de Guerra, la alameda General Pidal y la plaza del Carmen.
En febrero de 2009 se firmaba un acuerdo entre el gobierno andaluz y el ayuntamiento de Chiclana de la Frontera para la ejecución del tramo urbano en la localidad por 51,44 millones de euros. Los trabajos dieron comienzo el 10 de marzo, con un plazo de ejecución previsto de 24 meses. Durante ese mismo año se adjudicó a CAF la fabricación de siete tren-tranvías para que presten servicio a la línea.
Las obras en San Fernando comenzaron en marzo de 2010, aunque se detuvieron a los pocos meses. El trazado requería la demolición de 14 fincas en la Avenida Montañeses, para las cuales se ejecutó un expediente de expropiación forzosa. No obstante, en marzo de 2011 el Tribunal Superior de Justicia de Andalucía ordenó la paralización de las obras al admitir un recurso presentado por los propietarios de dichas fincas, admitiendo defectos administrativos en la publicación de dichos expedientes. El gobierno andaluz anunció su intención de reunirse para llegar a un acuerdo con los propietarios. Las obras se reanudaron en noviembre del mismo año, con una fecha prevista de inauguración para 2012, coincidendo con el bicentenario de las Cortes de Cádiz.
Estos plazos tampoco se cumplieron, ya en 2014 solo se encontraba finalizada la mitad del trazado en Chiclana. En septiembre de este año, la Unión Europea aprobó una subvención de 134,6 millones de euros para la finalización del tranvía a través de los Fondos FEDER al concluir que la infraestructura supone una mejora de la protección ambiental y la calidad de vida de sus ciudadanos. Esta subvención quedaba sujeta a que la finalización de los trabajos de construcción se produjera antes de 2016.

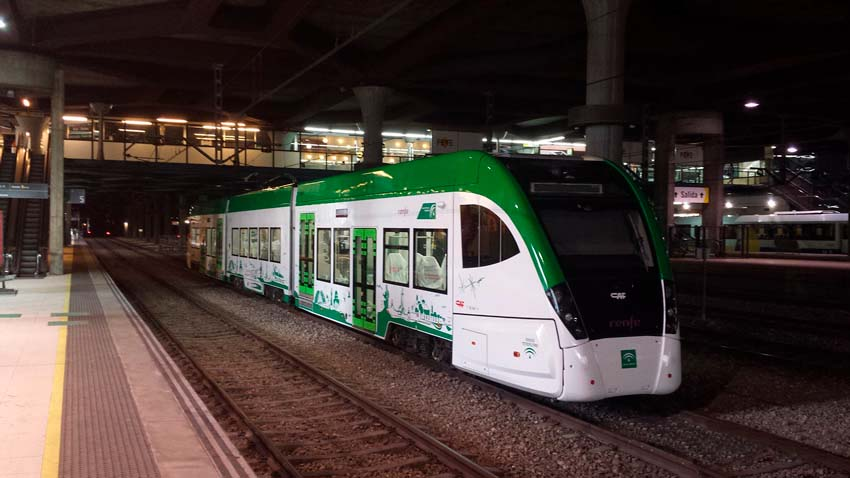
Una unidad del tren-tranvía de Cádiz en la estación de Oviedo durante las pruebas de homologación realizadas en abril de 2014.

Mientras tanto, las primeras unidades finalizadas del tren-tranvía, que abandonaron por primera vez las instalaciones de CAF el 24 de abril de 2012, se encontraban realizando pruebas de homologación en el norte de España. Entre 2012 y 2014 CAF realizó pruebas con los tren-tranvías entre las estaciones de Irún y Alsasua. Posteriormente trasladaron al entorno de la estación de Oviedo.
En noviembre de 2014 el gobierno andaluz anunció la llegada de la primera unidad a la provincia de Cádiz con el fin de realizar pruebas dinámicas en la parte del trazado que ya se encontraba finalizada. Así, en 17 de noviembre de 2014 el tranvía circuló por primera vez entre las estaciones de Ardila y Pinar de los Franceses, completando el recorrido satisfactoriamente. Las pruebas se prolongaron a lo largo de toda la semana.
La conclusión del trazado sufrió nuevos contratiempos debido a las autorizaciones y permisos de homologación que Adif debía conceder al tren-tranvía para que pudiese circular por sus vías. Al mismo tiempo, el Ministerio de Fomento no garantizaba que Renfe accediese a operar el tranvía, lo cual ponía en severo riesgo la viabilidad del proyecto, ya que Renfe era el único operador con posibilidades técnicas y administrativas para explotar un servicio de dichas características. En septiembre de 2016 el gobierno andaluz anunció el desbloqueo de las negociaciones con Adif para obtener los permisos que permitían al tren-tranvía al circular por la Red Ferroviaria de Interés General hasta la ciudad de Cádiz.
A pesar de la promesa del delegado del gobierno andaluz de inaugurar el tranvía antes del 31 de marzo de 2017, para esta fecha las obras se encontraban al 95% y aún no se habían firmado los contratos y acuerdos necesarios para su explotación comercial, con el consecuente incumplimiento. La Unión Europea autorizó una prórroga de dos años para mantener los fondos de cofinanciación, dando como plazo máximo para su puesta en marcha el 31 de marzo de 2019.
En septiembre de 2019 se ejecutó el último tramo de la infraestructura ferroviaria en el entorno de la estación de Río Arillo, un intercambiador intermodal que permite el transbordo de pasajeros con los servicios de Cercanías Renfe. Con ello se dio por finalizada de forma definitiva la construcción de la infraestructura ferroviaria del tren-tranvía de la Bahía de Cádiz tras casi 14 años desde la puesta en marcha de las obras.

### Pruebas de circulación e inauguración

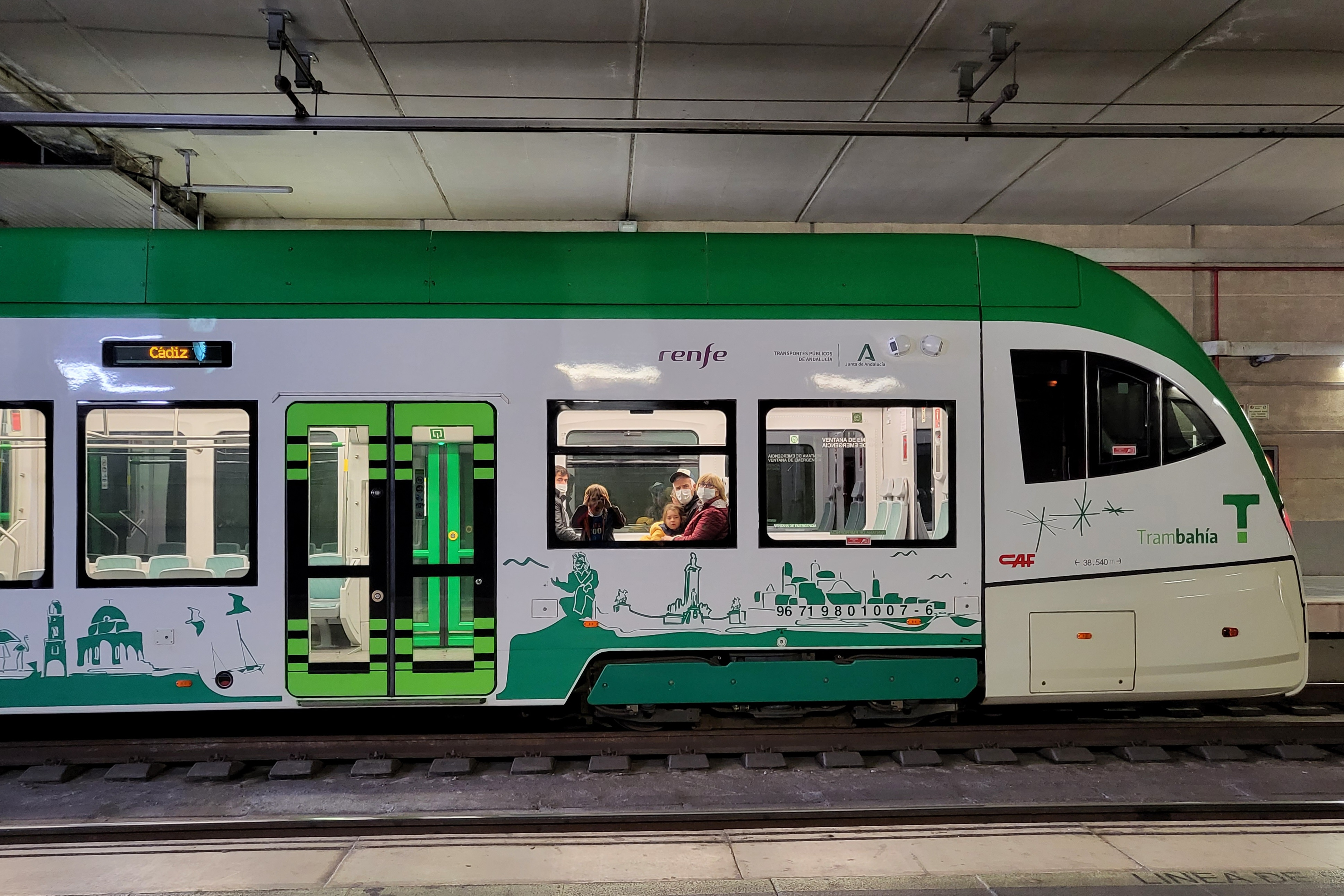
Unidad del Trambahía circulando en la estación de San Severiano.

A partir de 2019, con la infraestructura ya finalizada, se procedió a licitar y adjudicar una serie de intervenciones menores necesarias para la puesta en marcha del servicio, como la modificación de la catenaria para adaptarla a la doble tensión en los tramos de transición.
El 19 de febrero de 2020 se ponen en funcionamiento las primeras pruebas dinámicas regulares, en concreto en la zona de transición de Río Arillo, donde la tensión cambia de 750 voltios (zona tranviaria) a 3 000 (zona férrea). Sin embargo, el estallido de la pandemia de COVID-19 y los sucesivos confinamientos que esta provocó obligaron a  retrasar la finalización de estas maniobras. En septiembre, una vez reactivadas las pruebas de circulación, estas se ampliaron 6 kilómetros hasta la estación de Cortadura, alcanzando así un hito notable: los trenes entraban por primera vez en la capital gaditana.
En noviembre de 2020 la Agencia Estatal de Seguridad Ferroviaria da por finalizado el proceso de homologación de las siete unidades del tren-tranvía para su circulación por la Red Ferroviaria de Interés General. Este proceso, establecido normativamente para poder dar servicio comercial, supuso que las unidades recorrieran más de 40 000 en vías férreas del norte de España. Dado que se trataba del primer ferrocarril híbrido con características mixtas de tren y tranvía, la complejidad técnica de su certificación fue superior a lo habitual. En diciembre se adjudicaron los contratos de mantenimiento, sistemas e instalaciones.
El 11 de febrero de 2022, por primera vez, una unidad 801 recorrió el trazado completo de 24 kilómetros de longitud y 21 paradas del Tranvía de la Bahía, desde las cocheras de Pelagatos hasta la estación de Cádiz. Ese mismo día, después de este hito, la Agencia de Obra Pública y Renfe anunciaron que, antes de su entrada en servicio comercial se llevarían a cabo las marchas en blanco, las pruebas de robustez y, finalmente, las simulaciones comerciales. El mes de junio mismo se presentó el nuevo logotipo y la marca comercial con la que se operará el nuevo transporte público: Trambahía.
En octubre la Junta de Andalucía y el Ministerio de Transportes, Movilidad y Agenda Urbana alcanzan un acuerdo y se formaliza la adjudicación a Renfe de la operación del tren-tranvía de la Bahía de Cádiz por 55 millones de euros, que quedaría integrado en el núcleo de Cercanías de Cádiz. Paralelamente se adjudicaron una serie de contratos menores necesarios para la puesta en marcha del servicio.
Finalmente, el 21 de octubre de 2022 el gobierno andaluz anunció la fecha de inauguración del tren-tranvía. El 26 de octubre quedaba inaugurado finalmente el Trambahía de Cádiz, tras más 16 años desde que comenzaron las obras y 20 años después de su concepción.

## Líneas

### Línea 1
La primera línea parte de la Plaza de España de Cádiz, en forma de plataforma tranviaria convencional. Posteriormente la línea se interna en la red ferroviaria en el entorno de la estación de Cádiz, para recorrer las estaciones de Cercanías de la ciudad y salir de ella a través del istmo de la península de Cádiz.
Ya fuera de la península de Cádiz, abandona la red ferroviaria antes de la estación de San Fernando-Bahía Sur para continuar de nuevo en plataforma tranviaria expresamente construida. Esta plataforma se adentra en la localidad de San Fernando, por las calles de su centro, incluyendo la reconstrucción y peatonalización de parte de las calles que atraviesa. Posteriormente la línea se adentra en Chiclana, donde finaliza, del mismo modo.
Las obras comenzaron el 1 de septiembre de 2008, y entraron en funcionamiento el 26 de octubre de 2022. La longitud de la línea es de 24 km y constará de 21 paradas, de las cuales 5 estarán en Cádiz, 8 en San Fernando, 1 en el polígono Tres Caminos y 7 en Chiclana.

### Futuras líneas

#### Línea 2
Al contrario que la primera línea, la segunda utiliza plataforma tranviaria en el interior de Cádiz y su salida, y continúa por la línea ferroviaria convencional fuera de la ciudad. La finalidad de la línea es aprovechar el nuevo puente de la Constitución de 1812 para salir de la ciudad, reduciendo drásticamente la distancia entre Cádiz y Puerto Real en comparación con la línea ferroviaria convencional que no utiliza puentes para salir de la ciudad.
La línea se inicia, al igual que la anterior, en la Plaza de España de Cádiz. Sale de la ciudad por el citado puente de la Constitución de 1812. Se descartó la posibilidad de incluir ferrocarril pesado en este puente debido a que el peso a soportar haría el proyecto excesivamente complicado, por lo que se decidió por este sistema de tren-tram.
Una vez atravesado el puente, la línea se incorpora a la línea de ferrocarril convencional Sevilla-Cádiz, realizando las paradas de Cercanías Cádiz en las localidades de Puerto Real, El Puerto de Santa María y Jerez de la Frontera. La utilización del nuevo puente reduciría el tiempo de viaje entre Cádiz y estas localidades en 14 minutos sobre el tiempo actual.

## Material móvil
La construcción de las unidades móviles fue adjudicada a Construcciones y Auxiliar de Ferrocarriles (CAF), sobre la base del modelo Urbos.
La característica más destacable es la existencia de puertas a dos alturas, debido a que la altura de los andenes de la línea de ferrocarril (76 cm) es excesiva para utilizarla en la zona tranviaria, donde se ha establecido una altura de 38 cm. Finalmente, cada lado de cada coche que forma el tranvía dispone de una puerta de cada altura, con la mitad del suelo interior de cada coche a la altura de una puerta y la otra mitad a la otra, existiendo comunicación entre ambas zonas mediante escaleras.
Cada rama se compone de dos coches motores, ampliables a 3, con 146 plazas de pie y 92 sentadas. La velocidad máxima es de 100 km/h. El ancho de vía, para ser compatible con la línea Cádiz-Sevilla actual, es ibérico de 1.668 mm.
Ferroviariamente, cuando el tren entra en la vía convencional, el tranvía se considera un tren normal que circula por la línea en las mismas condiciones que el resto de trenes. Ha sido numerado dentro de la serie 801, recibiendo la primera unidad la numeración 801.001, también se han planteado aprovechado los tranvías de Tranvía de Jaén o del Tranvía de Vélez-Málaga. La homologación para circular por vías férreas convencionales le permite circular no sólo en la línea Cádiz-Sevilla, sino que podría hacerlo en cualquier otra línea ferroviaria española.

## Número de pasajeros
| Gráfica de evolución de los pasajeros del Trambahía entre 2022 y 2024 |
|                                                                       |
| Número de pasajeros del Trambahía (en millones)                       |